# Dromiidae
Дромииды (лат. Dromiidae) — семейство крабов. Это мелкие или средние крабы, использующие для маскировки от хищников живую губку, с которой вступают в симбиоз. Две последние пары ног короче остальных и загибаются вверх над панцирем краба, чтобы удерживать губку. Губка растёт вместе с крабом, обеспечивая постоянное укрытие от хищников. Некоторые представители семейства используют подобным образом сложных асцидий.

## Поведение
Dromiidae вырезают из губки фрагмент и при помощи клешней придают ему нужную форму. Сначала краб выбирает губку, подходящую ему по форме: она должна быть выпуклой в верхней части тела и вогнутой в нижней. Обычно такими оказываются особи, прикреплённые к круглому камню или находящиеся на раковине брюхоногого моллюска. Зафиксированы случаи того, что если удобная губка расположена на раковине, используемой раком-отшельником, то краб может побороться за неё и обычно добивается успеха. 
После того как губка выбрана, он взбирается на неё сверху и при помощи клешней вырезает с обеих сторон тела необходимый ему фрагмент. Затем опрокидывает губку нижней (вогнутой) частью тела вверх, вскарабкивается на неё, примеривается спиной и начинает подгонять кусок губки под форму своего карапакса. Краб передаёт её тело двум последним парам ног, которые короче остальных и загибаются вверх над панцирем, чтобы удерживать губку. Закончив такое своеобразное «одевание», он упирается головой вниз, переворачивается через неё и становится на ноги — спиной вверх с расположенной на ней губкой. Она растёт вместе с крабом, обеспечивая ему постоянное укрытие. 
Некоторые представители семейства используют подобным образом сложных асцидий. Такое поведение краба объясняется защитой от хищников, прежде всего от головоногих моллюсков (осьминогов). Несмотря на то, что такие отношения рассматриваются как симбиотические, представители этого семейства могут использовать с такой целью и объекты неживой природы. 
Тур Хейердал назвал способ защиты раков-отшельников в виде раковин — «гениальным», а крабов, использующих губок — «хитроумными». По поводу поведения последних норвежский путешественник писал: 
Крабы не умеют думать? Значит, кто-то подумал за них и подсказал, как надо делать. Ведь знает же краб дромиа, что всем представителям его семейства положено надевать для маскировки на свой панцирь определённого вида живую губку. Эта губка, напоминающая картофелину, очень лёгкая, и маленький хитрец может спокойно расхаживать по дну моря, полагаясь на камуфляж, ибо несъедобная губка отпугивает любителей крабьего мяса

## Классификация
Семейство Dromiidae включает следующие подсемейства и роды:
Dromiinae De Haan, 1833
- Alainodromia McLay, 1998
- † Ameridromia Blow & Manning, 1996
- Ascidiophilus Richters, 1880
- Austrodromidia McLay, 1993
- Barnardomia McLay, 1993
- Conchoecetes Stimpson, 1858
- † Costadromia Feldman and Schweitzer, 2019
- Cryptodromia Stimpson, 1858
- Cryptodromiopsis Borradaile, 1903
- Desmodromia McLay, 2001
- Dromia Weber, 1795
- Dromidia Stimpson, 1858
- Dromidiopsis Borradaile, 1900
- † Dromilites H. Milne-Edwards, 1837
- Epigodromia McLay, 1993
- Epipedodromia André, 1932
- Eudromidia Barnard, 1947
- Exodromidia Stebbing, 1905
- Foredromia McLay, 2002
- Fultodromia McLay, 1993
- Haledromia McLay, 1993
- Hemisphaerodromia Barnard, 1954
- Homalodromia Miers, 1884
- † Kerepesia Müller, 1976
- † Kromtitis Müller, 1984
- Lamarckdromia Guinot & Tavares, 2003
- Lauridromia McLay, 1993
- Lewindromia Guinot & Tavares, 2003
- † Lucanthonisia Van Bakel, Artal, Fraaije & Jagt, 2009
- Mclaydromia Guinot & Tavares, 2003
- Metadromia McLay, 2009
- Moreiradromia Guinot & Tavares, 2003
- † Noetlingia Beurlen, 1928
- Paradromia Balss, 1921
- Petalomera Stimpson, 1858
- Platydromia Brocchi, 1877
- Pseudodromia Stimpson, 1858
- Speodromia Barnard, 1947
- Stebbingdromia Guinot & Tavares, 2003
- Sternodromia Forest, 1974
- Stimdromia McLay, 1993
- Takedromia McLay, 1993
- Tumidodromia McLay, 2009
- Tunedromia McLay, 1993

Hypoconchinae Guinot & Tavares, 2003
- Hypoconcha Guérin-Méneville, 1854

Sphaerodromiinae Guinot & Tavares, 2003
- Eodromia McLay, 1993
- Frodromia McLay, 1993
- Sphaerodromia Alcock, 1899